# 夏川静江
夏川 静江（なつかわ しずえ、1909年3月9日 - 1999年1月24日）は、日本の女優。出生名は斎藤 静江（さいとう しずえ）だが、母の結婚により佐々木 静江（ささき しずえ）となり、結婚後の本名は飯田 静江（いいだ しずえ）となった。別名は夏川 静枝（読み同じ）。

## 来歴
1909年（明治42年）3月9日、東京市芝区（現在の東京都港区）に生まれる。父は新劇の俳優であった。
6歳の頃、日比谷公園で遊んでいたところ近代劇協会の主宰だった上山草人に見出される。1916年（大正5年）、『銀笛』に子役として初舞台を踏む。1919年（大正8年）、帰山教正の『生の輝き』に弟の夏川大二郎（「夏川大吾」名義）とともにそろって出演する。同作は帰山の第一作『深山の乙女』とともに、花柳はるみを主演にした「日本の映画女優第一号」映画として知られ、同年9月13日に両作同日公開された。1920年（大正9年）に父が病死、翌年に母が舞台協会の佐々木積と結婚し、佐々木姓となる。
1923年（大正12年）、14歳で日活向島撮影所で義父・佐々木も出演した映画2本に出演する。1924年（大正13年）、『街の子』（東京シネマ商会製作、畑中蓼坡監督）の主演に抜擢される。1925年（大正14年）、兵庫県西宮市甲陽園に移り、東亜キネマ甲陽撮影所で義父の主演した桜庭青蘭監督の『虹を追ふて』ほか3本に出演した。1926年（大正15年）には奈良の「伊藤映画研究所」で伊藤大輔監督の『日輪 前篇』に出演している。その後女学校に戻り、主に舞台に出演した。
1927年（昭和2年）、18歳で京都に移り、日活大将軍撮影所に入社する。入社第一作は、当時ハリウッド俳優出身で新進気鋭と注目された阿部豊監督の岡田時彦主演映画『彼を繞る五人の女』だった。以降はこれまで日本にいなかった清純派女優として活躍。1934年（昭和9年）、25歳のときに出演した伊藤大輔監督の『忠臣蔵 刃傷篇/復讐篇』を最後に、日活京都から同じく京都のJ.O.スタヂオへ移籍。移籍第一作は同社とビクターレコードとの提携作のトーキーで、松竹蒲田出身の富岡敦雄監督の初監督作『百万人の合唱』で、同作の撮影は同時期に日活京都から移籍した円谷英二、美術デザイナーは夏川の子役時代に「映画芸術協会」で字幕担当だった吉田謙吉であった。1937年（昭和12年）、飯田信夫と結婚。同年、東宝劇団創立と同時に参加し、看板女優として活躍した。
戦後は東京の新東宝から始まり各社に出演したが、主に母親役で、1980年代にいたるまで映画やテレビに活躍した。1973年（昭和48年）に紫綬褒章、1981年（昭和56年）に勲四等宝冠章を受章。
1998年（平成10年）1月29日に娘の夏川かほるが死去し、その後を追うように1年後の1999年（平成11年）1月24日午前4時、腸閉塞で死去した。満89歳没。

## ギャラリー

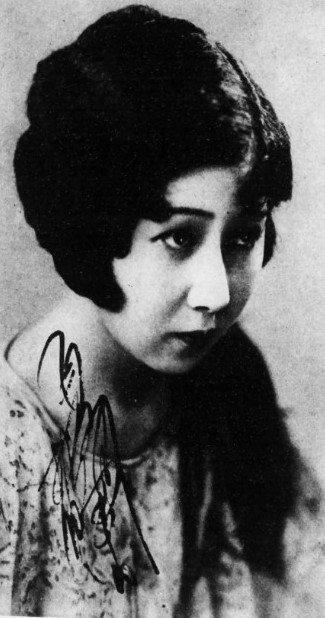
1928年
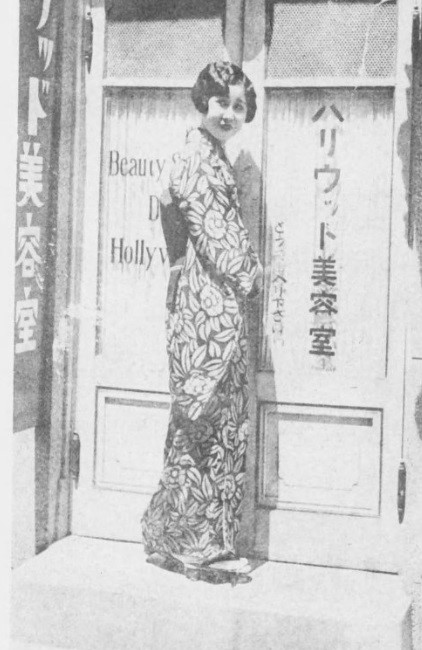
1928年
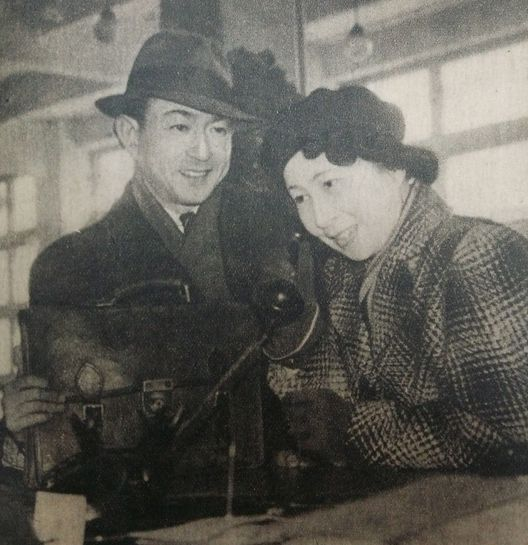
夏川静江、夏川大二郎の姉弟
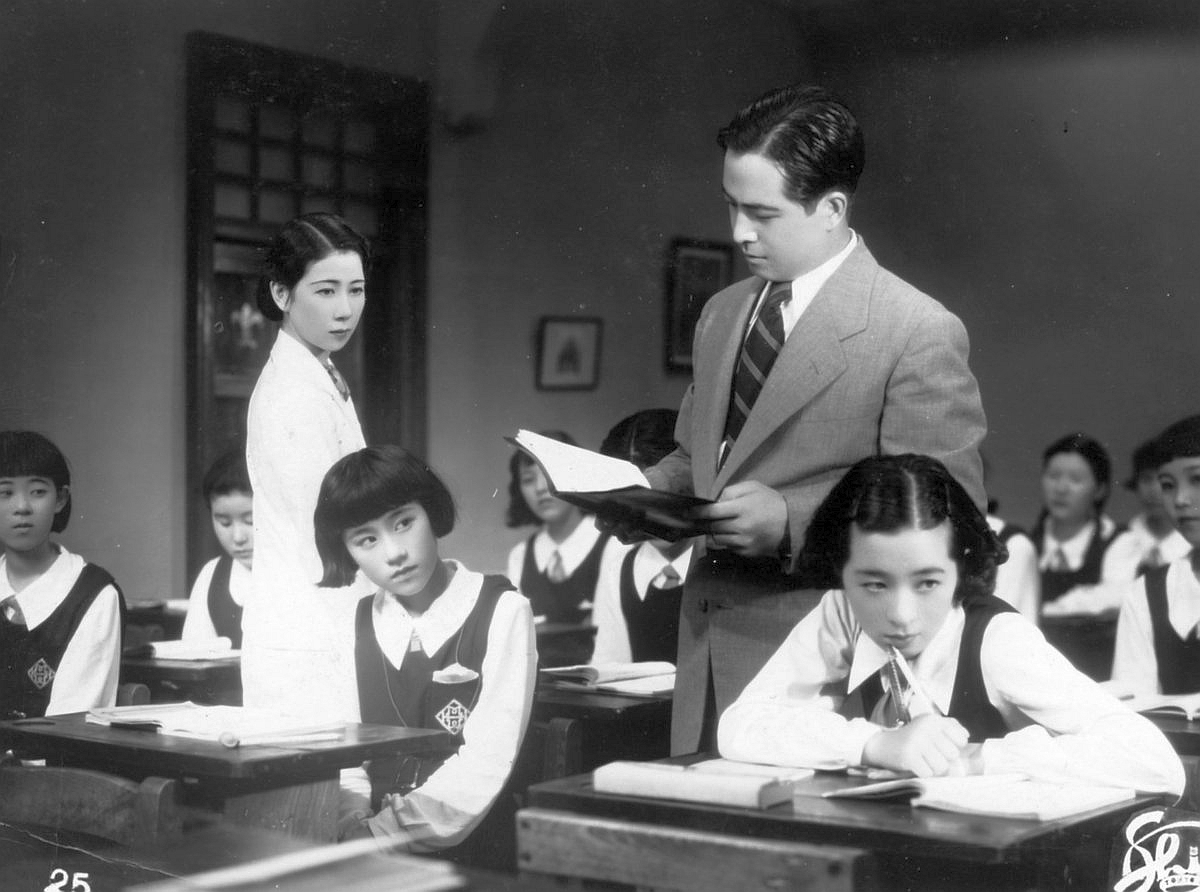
『若い人』（1937年）
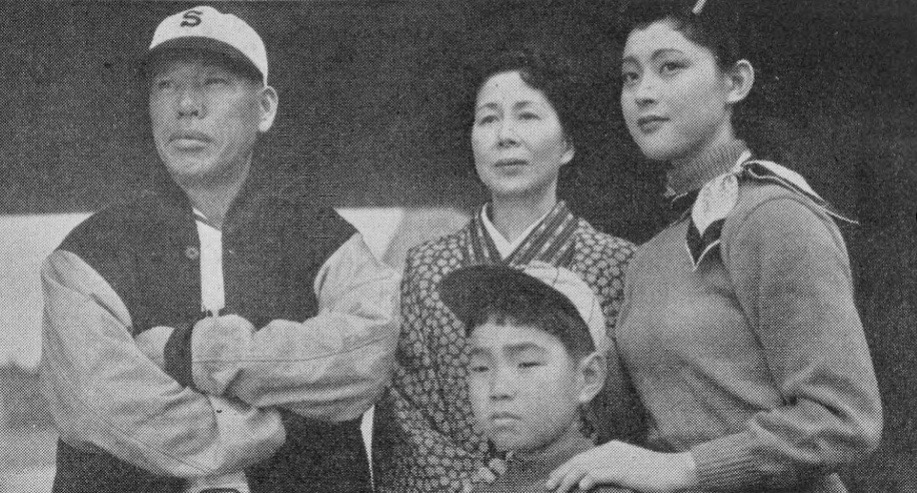
『男ありて』（1955年）

## 人物・エピソード
昭和2年10月、日活社長の横田永之助の夫人が亡くなり、マキノ省三が葬儀委員長になった。このとき日活撮影所所長が池永浩久で、池永の命で永田雅一がマキノの面倒を見てくれた。このとき葬儀で一休みしていたマキノのところへ、静静と茶を運んできた夏川を見てマキノが一目ぼれ。数えで二十歳になった息子のマキノ正博の女房にしようと思いつき、帰宅したマキノは永田と中川紫郎と三人で雅弘に談判を始めた。
夏川のプロマイドを見せられたが、正博は未見の相手に戸惑うばかり。すると「私が夏川さんの父親を知っています、さっそくお使いをさせていただきます」と周りが呆然とする中、中川が飛び出していった。父親の佐々木積の返事は「マキノさんのご子息が監督として日本一になられ、ウチの静江が日本一の女優になったときのお話にいたしましょう」というものだった。マキノ省三は「さすがや」と喜んでいたが、正博は日本一などいつの日になるかと不安しかなかったと語っている。
娘の夏川かほるも女優として主にテレビで活躍したが、自身の死より1年前に先立たれている。

## 出演歴

### 映画
- 東京行進曲（監督：溝口健二。1929年）
- 若い人（監督：豊田四郎。1937年） - 橋本スミ
- 小島の春（監督：豊田四郎。1940年） - 小山正子
- 黒い潮（監督：山村聡。1954年）
- からたちの花（監督：佐伯清。1954年）
- 殉愛（監督：鈴木英夫。1956年）
- この二人に幸あれ（監督：本多猪四郎。1957年）

### テレビドラマ
- 山崎豊子短編集（1959年、KR）
  - 遺留品
- こころ（1959年、KR）
- 野菊の墓（1959年、NTV）
- 松本清張シリーズ・黒の組曲 第37話「噂始末」（1962年、NHK） - 島倉文江 役
- 大河ドラマ（NHK）
  - 赤穂浪士（1964年） - 丹女 役
  - 竜馬がゆく（1968年） - 信受院 役
  - 天と地と（1969年） - とね 役
  - 新・平家物語（1972年） - 常盤御前の母 役
- ただいま11人（1964年 - 1967年、TBS）
- おはなはん（1966 - 1967年、NHK）
- あゝ同期の桜 第9話「三本の林檎の樹」（1967年、NET）
- 妻と女の間（1969年、MBS）
- 男は度胸（1970年 - 1971年、NHK） - 桂昌院 役
- 大忠臣蔵（1971年、NET）- 小野寺丹女 役
- 愛と死の砂漠（1971年、KTV）
- ポーラテレビ小説 / ひまわりの道（1971年 - 1972年、TBS）
- 東芝日曜劇場 （TBS）
  - 第780話「三十ふり袖」（1971年）
  - 第823話「母の鈴」（1972年）
  - 第1180話「風のような子供たち」（1979年）
  - 第1308話「竹の春」（1982年）
- にんじんの詩（1972年、NET） - 神山初枝 役
- 太陽にほえろ! 第133話「沈黙」（1975年、東宝 / NTV） - 耳が不自由な夫人 役
- 平岩弓枝ドラマシリーズ / 女の家庭（1978年、CX）
- 土曜ワイド劇場 / 田舎刑事2・旅路の果て（1978年、ANB）
- ドラマ人間模様 / 血族（1980年、NHK）
- 夢千代日記（1981年、NHK） - おスミさん
- 続・夢千代日記（1982年、NHK） - おスミさん
- 新・夢千代日記（1984年、NHK） - おスミさん